# 白枝羊蹄甲
白枝羊蹄甲（学名：Bauhinia viridescens var. laui）为豆科羊蹄甲属下的一个变种。

## 扩展阅读
- 維基物種上的相關：白枝羊蹄甲